# Казахські традиції

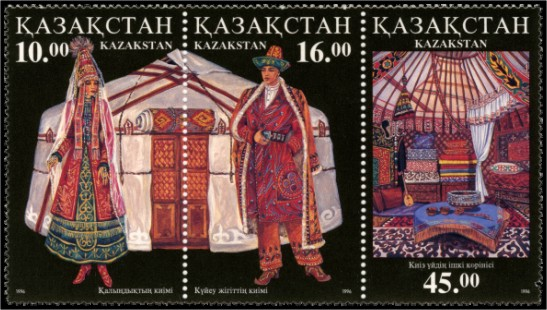
Поштова марка із зображенням традиційних казахських костюмів та юрти.

Сучасний Казахстан переживає період національного відродження та відродження національної державності.

## Види традицій
Існує безліч традицій у Казахстані, причому чимало з них характерні не для всього Казахстану, а тільки для його народу.

### Сімейні відносини

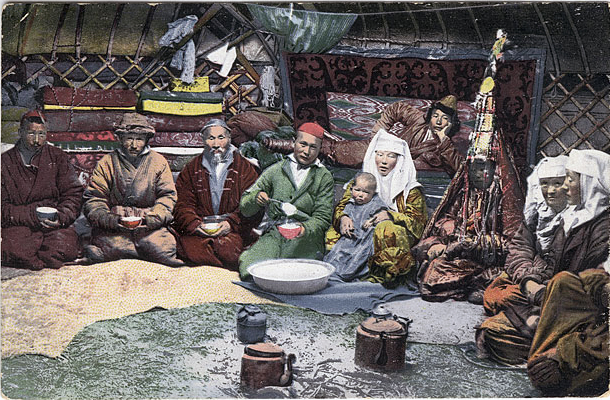
У казахській юрті, 1911

- Повага до старших.[3]
- Принцип «семи предків» — інститут родинних зв'язків.[4]
- За сімейними звичаями вихованням кожного сина займалися різні люди.
  - Старший син вирушав на виховання бабусі та дідусеві.
  - Молодший син залишався у батьків і згодом зобов'язувався допомагати всій родині.
  - Середній син ставав воїном. Він навчався фехтуванню, стрільбі з лука тощо.
- Казах вважав своїм «немере» (онуком) тільки того, хто народжувався від сина.
  - Дитина дочки називалася «жієном».
  - Народженого від «немере» (прямого онука) називали «шөбере» (правнук).
  - Народженого від «шөбере» (правнук) називали — «шөпшеком» (праправнуком, що означає крихітний, маленький).
  - Сина «шөпшека» (праправнука) було прийнято називати «немене» (незрозумілий).
  - Потомство «немене» (незрозумілий) називалося «туажатом» (народжений бути чужим).
- «Бесіке салу» — укладання новонародженого в колиску.
- «Киркинан шигару», що дослівно означає «вихід із сорокаденного віку».[5]
- «Тұсау кесу» — перші кроки дитини.
  - У юрту, де дитина робила свій перший крок, звали найстарішу і найшанованішу людину в аулі, щоб вона розрізала ножем спеціальні мотузки, що обплутують ніжки дитини.
- Атка отырғызу — це посадка на коня з передачею в руки батога і списа.
- Створення родових кладовищ — кладовища, поховання на яких виробляються за родовою, жузовою приналежністю.[4]

### Обряд обрізання
- Обряд обрізання:
  - проводиться у 5-6 років;
  - у юрті чи поліклініці, що роблять і нині;
  - муллою або лікарям на даний момент

- - після щедро винагороджується батьками дитини;
  - потім батьки повинні зробити «той» (свято).

### Шлюб

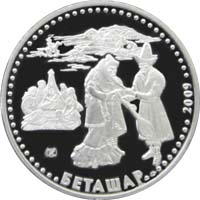
Оглядини нареченої (Беташар)

- Шлюб
  - «Солдат» — забороняється шлюб між представниками одного роду до сьомого коліна або мешканці території, не розділеної сімома ріками.
    - Тому кожен казах мав знати свій родовід хоча б до сьомого предка.

  - Дівчат видавали заміж об 11—13 років, синів одружували у 13—14 років. (старі традиції)
    - Бастанги — частування, влаштовувалося зазвичай дівчиною «на виданні» («бой жеткен қиз») для своїх однолітків, молодих жінок, із нагоди від'їзду когось із старших членів сім'ї (наприклад, батьків). Частування супроводжувалося різними іграми, розвагами. Учасники вечірки співали пісні, читали вірші, розгадували загадки тощо.
    - Уважається, що ранні шлюби сприяють утриманню молоді від непристойних учинків.

  - Юнак просив згоди в коханої дівчини стати його дружиною не сам, а через дружину старшого брата.
    - Закони степів не допускали відкритих зустрічей нареченого та нареченої.
    - Часто наречена не знала свого судженого, та їх батьки були у дружбі.

  - Свати нареченого з'являються в будинок дівчини з подарунками та солодощами.
  - Родичі юнака везли обручку, дві хустки та два відрізи на сукню.
  - У будинку нареченої різали барана та готували з нього сорпу.
  - Родичка нареченого одягала на безіменний палець нареченої обручку.
  - За оглядини (Беташар) майбутньої нареченої з гостей брали викуп.
  - Заручини — особливий день, після якого жодна зі сторін не має права розірвати заручини.
    - Увечері в кімнату, де сидять гості, вводили наречену у супроводі невістки.
    - Невістка нареченого одягала на наречену обручку, намисто та сережки
    - Співак грає на «сазі» чи «домбрі», співає обрядові пісні «той бастар».
    - Танцювати можуть усі.
    - День весілля призначають Аксакали аулу.
    - У ніч перед весіллям у нареченої збираються подружки та залишаються до ранку.
    - Уранці для сусідів накривали столи у дворі.
    - Родичі нареченого та нареченої танцюють і чекають на головне частування — ас
    - Наречену вводили на подвір'я будинку під співи.
    - Попереду мав йти один із родичів нареченої.
    - Саме рідний брат нареченої обв'язував пояс сестри хусткою, щоб вона була вірною та слухняною дружиною своєму чоловікові та шанобливою невісткою його батькам.
    - Нареченій давали попрощатися з батьками та відвозили.
    - Наречена весь час свята мала перебувати в окремій кімнаті разом із невісткою, до самої шлюбної ночі.
    - Лише наступного ранку наречену з прикритим обличчям виводили до головної кімнати.
    - Обличчя нареченої відкривали і вимагали схилити голову на знак поваги.
    - «Беташар» — особлива пісня, що виконується хором призначена для цієї ситуації.
    - Невістки, тримаючи молоду за руки виводили її на подвір'я, де її з піснями зустрічав наречений із друзями.

### Гостинність
Казахи є дуже гостинним народом, прийом гостей є особливо важливим для них заходом.
Гості гостинно зустрічали, садовили на найпочесніше місце, пригощали найкращим, що було в хаті. Насамперед гостю подавали кумис, шубат чи айран, потім — чай із молоком чи вершками, баурсаками, родзинками, іримшиком, куртом. Потім слідували закуски з конини чи баранини — кази, шужук, жал, жая, сур-ет, карта, кабирга. На будь-якому столі обов'язково були коржики з пшеничного борошна. Окрасою будь-якого дастархану і найбільш улюбленою стравою у казахів завжди вважався єт (м'ясо по-казахськи). Відварене м'ясо зазвичай подавалося великими нерозробленими шматками. Господар різав м'ясо, пригощаючи кожного гостя ласими шматочками: тазові кістки та гомілка віддавав почесним старим, грудинку — зятю чи невістці, шийний хребець — дівчатам тощо. Найпочеснішому гостю господар підносив приготовлену особливим способом голову барана. Гість мав розділити голову між присутніми, дотримуючись певного ритуалу, у якому давався взнаки древній звичай поважного ставлення до гостей, старих, дітей, близьких і далеких родичів. Нині гуляння багато в чому змінило форми, але не втратило давніх законів гостинності. Навпаки, кордони його розсунулися: за сьогоднішнім дастарханом збираються не лише казахи, а й численні гості, які живуть у великій багатонаціональній республіці — росіяни, білоруси, татари, українці, узбеки, німці, уйгури, дунгани, корейці.
- Особлива традиція заготовляти м'ясо, бажано конини називалася «согим»:
  - проводиться зимових холодів;
  - однією з особливостей цієї традиції є частування родичів та друзів;
  - різні частини коня подавалися у різні дні і мали різне ціннісне та ритуальне значення.[3]

Єрулік — звичай гостинності у казахів, що зародився в кочовому побуті; згідно з ним, старожили запрошують новоселів на знак поваги на єрулік. Ця традиція мала соціальну і громадську значимість і відбувалася з метою швидкої адаптації новоприйнятих у новій середі.

### Національні види спорту
- Байге — кінний спорт.

- Аламан-байга — стрибки на довгі дистанції (40 шакирим).
- Жорга-жарис — перегони іноходців.
- Киз куу (переслідування дівчини) — наздоганяння на конях між дівчиною та хлопцем.
- Кокпар — цапобиття (боротьба кіннотників за тушу цапа).
- Тенге алу — підніми монету на скаку та інша джигітівка.
- Саїс — боротьба сидячи на конях.
- Казакша курес — національна казахська боротьба.
- Тогиз кумалак — дев'ять кульок (настільна гра).
- Асик — гра баранячими колінними кісточками на майданчику (аналогічна грі в астрагал).[недоступне посилання з Июль 2018] .
- Жамби ату — стрільба по високо підвішеній мішені «жамби» верхи на коні, що швидко скаче.
- Тартиспак — командна верхова гра на стягування з коней.

## Ставлення до традицій
У Казахстані до традицій ставляться дуже серйозно.
- Традиція виявилася однією зі складових девізу головування Казахстану в ОБСЄ (чотири «Т» — «trust» (довіра), «tradition» (традиція), «transparency» (прозорість, відкритість) і «tolerance» (терпимість)).[7]
- На цих принципах (4Т) базується Доктрина національної єдності.[8]

11 жовтня 1997 року Президент країни у посланні Казахстан 2030 року зазначив, що шовінізм і націоналізм ще не повністю забуті. Але етнофобія різко пішла на спад. А процес відродження казахських традицій та мови став сприйматися як природний.
У цьому слід зазначити, що в Казахстані підтримуються як казахські традиції, але й традиції інших етносів.
Створено Асамблею народу Казахстану, найважливішим завданням якої є сприяння розвитку культури та мов, поширення знань про історію, традиції, звичаї всіх етносів, які проживають в Республіці Казахстан.Виступаючи на другому Громадянському форумі, Президент Республіки Казахстан Н. Назарбаєв заявив
Ми маємо спільно надавати підтримку мовам і культурним традиціям усіх народів Казахстану. Ніхто не повинен бути обмежений у правах користуватися рідною мовою та культурою.

В основі розробки зовнішньополітичних завдань лежать історична традиція та економічні можливості та відіграють певну та важливу роль. Ці завдання були поставлені Главою держави як першорядні, і вони знайшли відображення в зовнішньополітичній концепції Казахстану.
Казахстанські депутати захищають казахські традиції, роблячи зауваження сучасним фільмам.